# Tullibardine Chapel

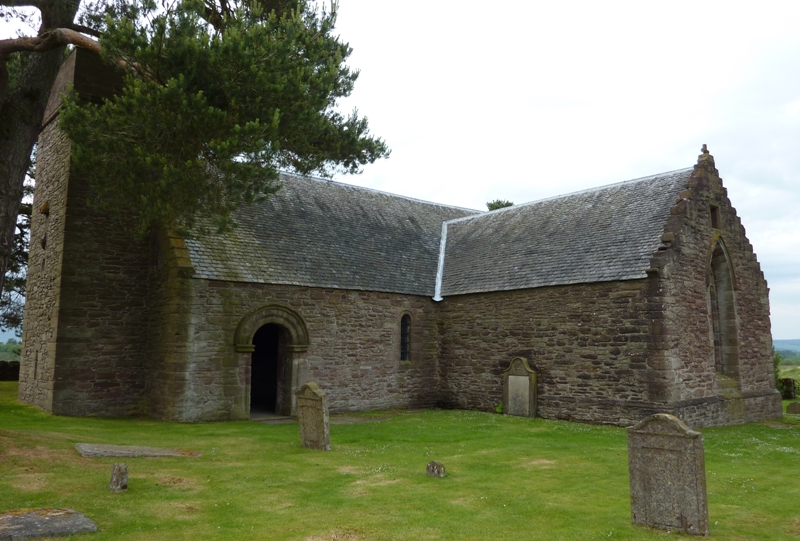
Tullibardine Chapel gezien uit het zuidwesten.

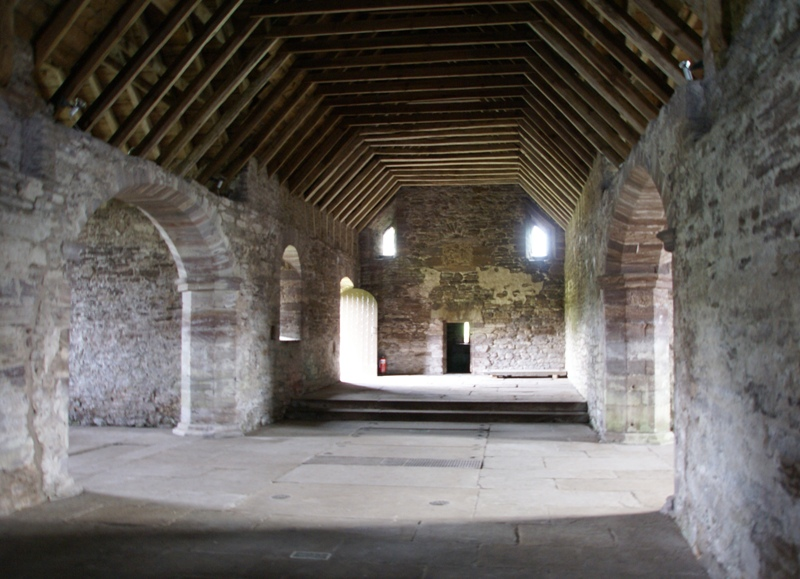
Het interieur, kijkende naar het westen. In het midden achteraan is de toegang tot de toren te zien; links achteraan bevindt zich de zuidelijke toegang tot het schip.

De Tullibardine Chapel is een middeleeuwse kerk, gesticht in de 15e eeuw en gewijzigd rond 1500, ruim 3 kilometer ten noordwesten van Auchterarder gelegen in de Schotse regio Perth and Kinross. Na de reformatie in 1760 werd de kerk enkel nog gebruikt als familiemausoleum.

## Geschiedenis
In de late dertiende eeuw verkreeg de familie Murray door huwelijk de landerijen van Tullibardine. Het is onbekend wanneer Tullibardine Chapel werd gebouwd. Volgens een overlevering zou de kerk gebouwd zijn door David Murray, die in 1452 stierf. Als jaartal van stichting wordt meestal 1446 gehanteerd. De kerk was bedoeld als privékapel voor de familie en werd nooit als parochiekerk gebruikt. De formaliteiten om er een stift (Collegiate Church) van te maken werden echter nooit uitgevoerd.
Rond 1500 werd Tullibardine Chapel verbouwd tot haar huidige vorm door Andrew Murray. De van oorsprong rechthoekige kerk werd uitgebreid met een kleine toren en twee transepten, waardoor de kerk een kruisvormige plattegrond kreeg.
Ten gevolge van de reformatie in 1560 werd het vieren van de H. Mis verboden en verloor Tullibardine Chapel zijn kerkelijke functie. In 1564 werd er echter een illegale mis opgedragen. De kapel bleef in gebruik als familiemausoleum. Volgens overgeleverde documenten werd de laatste Murray in 1740 in de kapel begraven; het ging om het dochtertje van Lord George Murray die als baby aan de kinderpokken was overleden.
William Murray, markies van Tullibardine, de oudste zoon van John Murray, eerste hertog van Atholl en broer van Lord George, was betrokken bij zowel de opstand van de Jacobieten in 1715 als in 1745. Hij vond zijn einde in de Tower of London. Lord George Murray (1694-1760), zesde zoon van de hertog, voerde de Jacobieten aan in de Slag bij Prestonpans in 1745. De Jacobieten wonnen deze slag. Uiteindelijk werden de Jacobieten verslagen in de Slag bij Culloden. In december 1746 vluchtte hij naar het vasteland van Europa. Lord George stierf op 11 oktober 1760 in Medemblik.
In 1816 verkocht John Murray, vierde hertog van Atholl de landerijen van Tullibardine aan zijn schoonzoon James Drummond, die in 1851 in de kapel werd begraven. In 1902 werd zijn achterkleinzoon William, de elfde burggraaf van Strathallan, de (zesde) graaf van Perth. In 1951 werd Tullibardine Chapel in staatsbeheer gegeven.

## Bouw
Tullibardine Chapel was gelegen ten zuiden van het rond 1833 afgebroken Tullibardine Castle. De kerk heeft een kruisvormige plattegrond en is oost-westelijk georiënteerd. De kerk werd gebouwd van roodachtige zandsteen. Het koor en het schip zijn ongeveer even lang. Aan de westzijde van het schip bevindt zich een kleine toren met een nauwe toegang vanuit het schip. Aan de zuidzijde van het schip en aan de noordzijde van het noordelijk transept bevinden zich toegangen tot de kerk.
In de kerk bevinden zich vijf heraldische wapenschilden. In de noordelijke muur van het koor bevindt zich het wapen van Murray en Stewart of Innermeath, verwijzende naar de ouders van David Murray. Boven de deur in het noordelijk transept bevindt zich het wapen van de familie Murray. Aan de oostzijde van het raam in het noordelijk transept bevindt zich het wapen van Murray en Colquhoun, verwijzende naar het huwelijk tussen Sir David en Margaret Colquhoun. In de gevel van het zuidelijk transept bevindt zich aan de zuidzijde het wapen van Andrew Murray en aan de oostzijde het wapen van zijn vrouw Magaret Barclay.

## Beheer
De Tullibardine Chapel wordt beheerd door Historic Scotland.